# Cəbrayıl (Rayon)
Cəbrayıl oder Dschäbrajil (auch Jabrayil) ist ein Rayon im Südwesten Aserbaidschans. Hauptstadt des Bezirks ist die Stadt Cəbrayıl. Das Gebiet wurde von 1993 bis 2020 fast vollständig von der international nicht anerkannten Republik Arzach kontrolliert, ehe es im Krieg um Bergkarabach 2020 von Aserbaidschan zurückerobert wurde.

## Geografie
Der Rayon hat eine Fläche von 1050 km². Der Bezirk liegt im Südosten des kleinen Kaukasus zwischen den südlichen Ausläufern des Karabachgebirges und dem Fluss Aras, der die natürliche, südöstliche Grenze zu Iran bildet. Hier grenzt der Bezirk an die iranische Provinz Ardabil. Größter Fluss des Rayon ist der Tschachmach, der im südlichen Teil des Bezirks von Norden nach Süden fließt.

## Geschichte
Wegen des Bergkarabachkonfliktes war seit August 1993 der gesamte Bezirk durch die Armenische Armee besetzt, einschließlich der Hauptstadt. Die armenische Bezeichnung für das Gebiet lautet Jrakn, es wurde von der Republik Arzach als Teil von deren Provinz Hadrut verwaltet. Bei Kämpfen zwischen der armenischen und der aserbaidschanischen Seite im April 2016 wurde der Berg Lələ Təpə von der aserbaidschanischen Armee erobert und damit das Dorf Çocuq Mərcanlı als einziges des Bezirks wieder von aserbaidschanischer Seite zugänglich.
Die Aserbaidschanische Armee konnte im Zuge des Bergkarabachkrieges 2020 im September 2020 den gesamten Rayon zurückerobern.

## Bevölkerung
Der Rayon hat 82.200 Einwohner (Stand: 2021). 2009 betrug die Einwohnerzahl nach aserbaidschanischen Angaben 70.300. Große Teile der Bevölkerung sind nach dem Einmarsch der armenischen Armee aus dem Bezirk in andere Gebiete Aserbaidschans geflohen. Die meisten Orte sind verlassen und Geisterstädte. Einige wenige armenische Siedler ließen sich in der Region nieder.

## Städte und Ortschaften
- Böyük Mərcanlı
- Cəbrayıl
- Dağtumas
- Mehdili
- Nüzgər
- Soltanlı
- Quycaq

## Wirtschaft und Verkehr

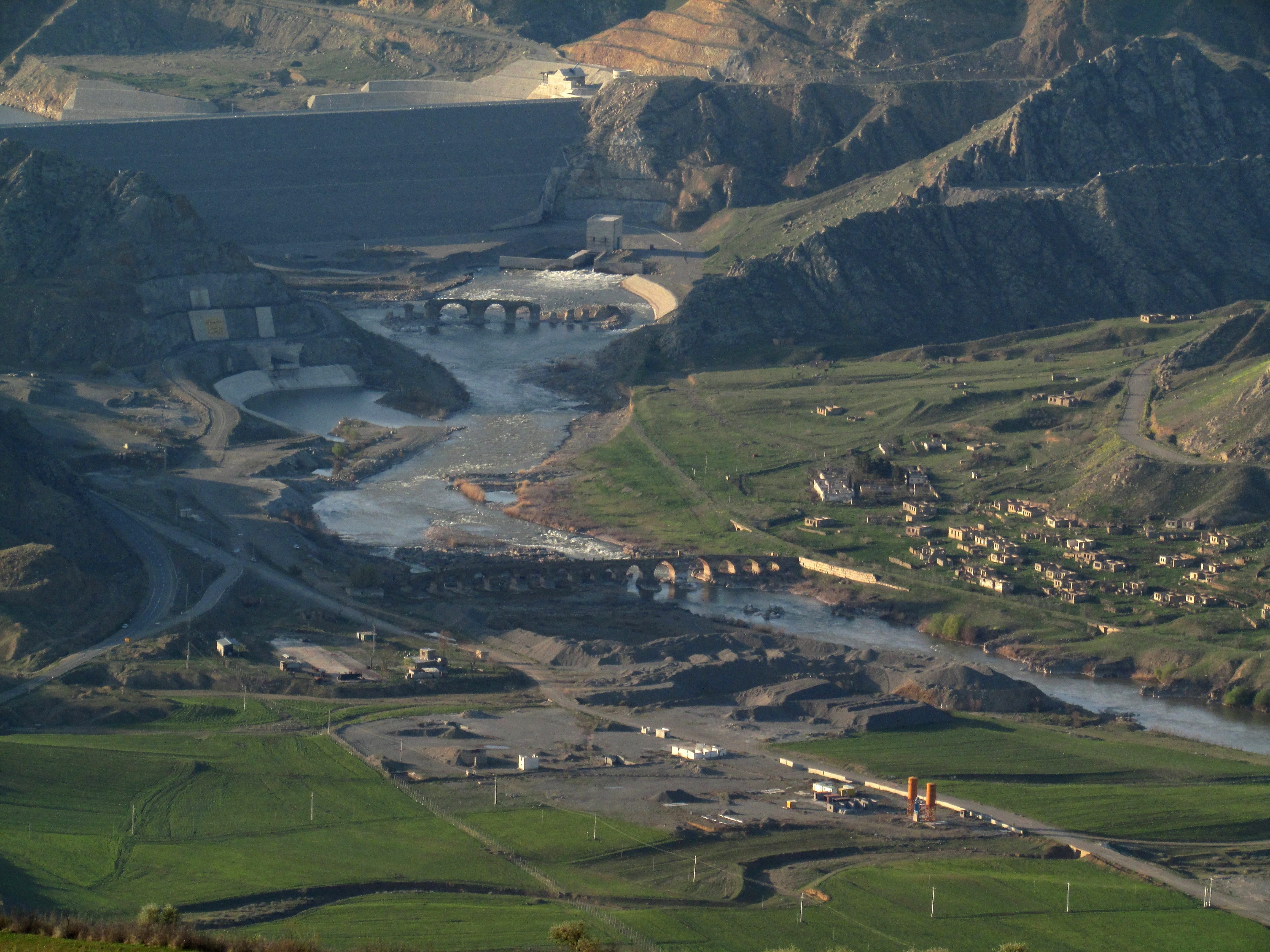
Brücken von Choda Afarin im Vordergrund, im Hintergrund der moderne Stausee. Links iranisches Staatsgebiet, rechts Aserbaidschan.

Vor der Besetzung wurde in der Region Viehzucht und Weinanbau betrieben, sowie Baumwolle angebaut und verarbeitet. Entlang des Aras verläuft die Eisenbahnlinie von Baku nach Naxçıvan, die zurzeit außer Betrieb ist. Die Straßen- und Bahnverbindung von Armenien durch den Bezirk nach Iran aber sind in Betrieb und von Bedeutung.

## Sehenswürdigkeiten
Im Bezirk liegen die mittelalterlichen Brücken von Choda Afarin über den Fluss Aras. Im Dorf Chudayarli befindet sich ein alter Wachturm, im Dorf Schichlar ein Mausoleum. Beide sind von archäologischem Interesse.
Im Dorf Çələbilər steht die Çələbilər-Moschee aus dem 17. Jahrhundert.